# Brodie Williams
Brodie Williams (Street, 18 marzo 1999) è un nuotatore britannico.

## Biografia
Proviene dal Somerset, una contea del Sud Ovest (Inghilterra) dell'Inghilterra.
Si è messo in luce ai campionati britannici del 2015, dove a soli sedici anni, ha vinto la medaglia d'argento nei 200 metri dorso e nei 200 metri misti.
Ha fatto la sua prima apparizione con la nazionale britannica lo stesso anni al Festival olimpico della gioventù europea di Tbilisi 2015.
Ai campionati europei di nuoto di Glasgow 2018 la medaglia d'oro nella staffetta 4x100 metri misti, gareggiando con i connazionali Adam Peaty, James Guy, Duncan Scott, Nicholas Pyle, James Wilby e Jacob Peters.
E' allenato dal tecnico Euan Dale.

## Palmarès
- Europei:

Glasgow 2018: oro nella 4 × 100 m misti.
- Giochi del Commonwealth:

Birmingham 2022: oro nei 200 m dorso e nella 4 × 100 m misti, argento nei 100 m dorso.

## International Swimming League
| Stagione 2021 |
| ------------- |
| Cali Condors  |